# ヘレロ語
ヘレロ語（Otjiherero）は、バントゥー語群に属する言語である。話者はナミビアおよびボツワナに居住するヘレロの人々である。話者数は両国を合わせて約24万人である。

## 言語名別称
- Ochiherero
- Otjiherero

## 方言
- Mbandieru (her-mba)
- Kuvale (her-kuv)